# Option (toets)

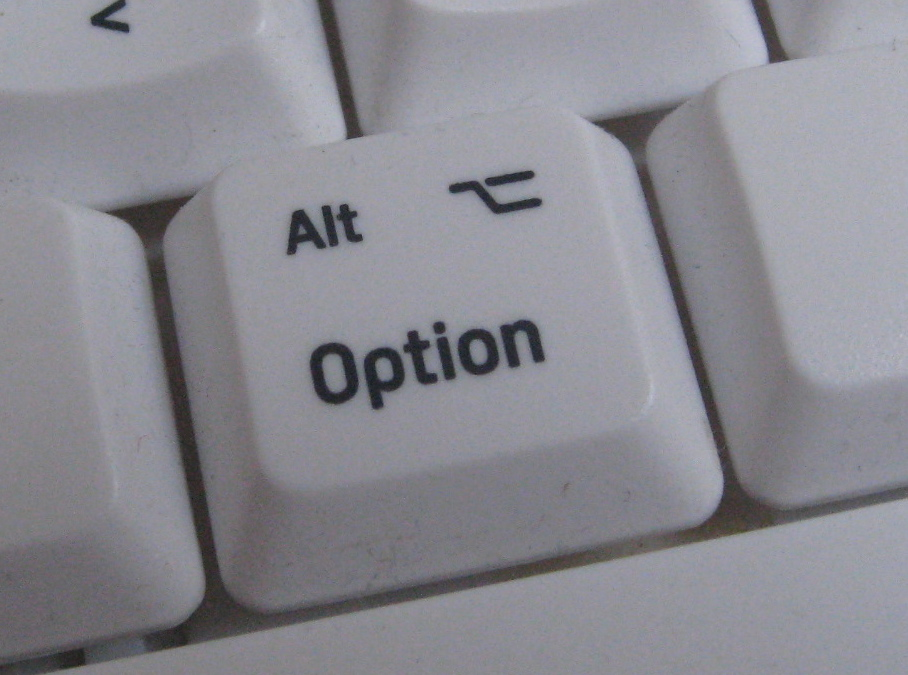
Optie

Option is een toets op het toetsenbord van Apple Macintosh-computers. Hij heeft als doel het geven van een alternatieve functie aan andere toetsen, zodat andere tekens ingevoerd kunnen worden dan alleen letters en cijfers.
De Option-toets bevindt zich tussen de Ctrl en Command-toetsen op het toetsenbord. Het symbool op de toets is ⌥ (U+2325), hoewel hij ook de "Alt-toets" genoemd wordt omdat dit meestal ook op de toets gedrukt staat.

## Functies van de Optie-toets
In Mac OS is de functie van de Option-toets voornamelijk om andere tekens in te voeren, dan die direct op het toetsenbord staan. Hierdoor kunnen bijvoorbeeld diakritische tekens en andere symbolen worden ingetypt: door ⌥A in te drukken, komt bijvoorbeeld de letter å op het scherm te staan, terwijl het euro-teken ingetypt wordt met ⌥2. Door ook de shift-toets ingedrukt te houden komen nog meer tekens beschikbaar, vaak hoofdletters met accenten maar ook andere tekens (Shift-⌥A is bijvoorbeeld Å, maar Shift-⌥2 is ™).
Ook voor andere sneltoets-combinaties wordt de Option-toets gebruikt, meestal voor alternatieve opties in menu's. Door een menu te openen en dan de Option-toets in te drukken komen deze tevoorschijn wanneer ze beschikbaar zijn. De sneltoets ⌘M dient bijvoorbeeld om het huidige venster te minimaliseren, maar ⌥⌘M minimaliseert alle openstaande vensters.